# Ichiei Muroi
Ichiei Muroi (jap. 室井 市衛, Muroi Ichiei; * 22. Juni 1974 in der Präfektur Saitama) ist ein ehemaliger japanischer Fußballspieler.

## Karriere
Muroi erlernte das Fußballspielen in der Schulmannschaft der Bunan High School. Seinen ersten Vertrag unterschrieb er 1993 bei den Kashima Antlers. Der Verein spielte in der höchsten Liga des Landes, der J1 League. Mit dem Verein wurde er 1996 und 1998 japanischer Meister. 1997 gewann er mit dem Verein den J.League Cup und den Kaiserpokal. Für den Verein absolvierte er 46 Erstligaspiele. 2000 wechselte er zum Zweitligisten Urawa Reds. 2000 wurde er mit dem Verein Meister der J2 League und stieg in die J1 League auf. Im Juli 2001 wurde er an den Erstligisten Cerezo Osaka ausgeliehen. 2001 erreichte er das Finale des Kaiserpokal. Für den Verein absolvierte er 10 Erstligaspiele. 2002 kehrte er nach Urawa Reds zurück. 2003 gewann er mit dem Verein den J.League Cup. Für den Verein absolvierte er 69 Spiele. 2005 wechselte er zum Ligakonkurrenten Vissel Kōbe. Für den Verein absolvierte er 10 Erstligaspiele. 2006 wechselte er zum Zweitligisten Yokohama FC. 2006 wurde er mit dem Verein Meister der J2 League und stieg in die J1 League auf. Für den Verein absolvierte er 17 Spiele. Ende 2007 beendete er seine Karriere als Fußballspieler.

## Erfolge
Kashima Antlers
- J1 League

Meister: 1996, 1998
Vizemeister: 1993, 1997
- J.League Cup

Sieger: 1997
Finalist: 1999
- Kaiserpokal

Sieger: 1997
Finalist: 1993
Urawa Reds
- J1 League

Vizemeister: 2004
- J.League Cup

Sieger: 2003
Finalist: 2002, 2004
Cerezo Osaka
- Kaiserpokal

Finalist: 2001